# Branko Marinič
‎Branko Marinič, slovenski politik, poslanec in železničar, * 28. januar 1956, Janški Vrh.

## Življenjepis
Branko Marinič, član Slovenske demokratske stranke, je bil leta 2004 izvoljen v Državni zbor Republike Slovenije; v tem mandatu je bil član naslednjih delovnih teles:
- Odbor za lokalno samoupravo in regionalni razvoj,
- Odbor za promet,
- Odbor za kulturo, šolstvo in šport,
- Ustavna komisija,
- Preiskovalna komisija za ugotovitev in oceno dejanskega stanja, ki je lahko podlaga za odločanje o politični odgovornosti nosilcev javnih funkcij v Vladi Republike Slovenije na Ministrstvu za pravosodje in Vrhovnem državnem tožilstvu Republike Slovenije v zvezi z izvrševanjem nadzora po Zakonu o državnem tožilstvu (Uradni list RS št. 110/02 - uradno prečiščeno besedilo) za spremembo zakonodaje in za druge odločitve v skladu z ustavnimi pristojnostmi državnega zbora(namestnik člana).

Konec 2010 so se pojavili očitki, da je med študijem na Fakulteti za organizacijske vede v Kranju leta 2005 goljufal pri izpitu iz nemščine, zaradi česar mu je bila odvzeta poslanska imuniteta. Na državnozborskih volitvah leta 2011 je kandidiral na listi SDS in bil znova izvoljen za poslanca. Aprila 2012 ga je sodišče spoznalo za krivega napeljevanja k ponarejanju uradne listine in ga obsodilo na pogojno kazen petih mesecev zapora.